# Long Jing
Long Jing, auch Longjing, ist ein gerösteter Grüntee aus der Umgebung des Dorfes Longjing nahe der Stadt Hangzhou in der ostchinesischen Provinz Zhejiang. Der Longjing der Region Xihu (Westsee) gehört zu den „zehn bekanntesten Teesorten Chinas“.

## Name
In der westlichen Welt haben sich aufgrund der Nutzung verschiedener Umschriftsysteme unterschiedliche lateinische Schreibweisen für den Longjingtee herausgebildet: Longjing Cha, Long Jing Cha, Lung Ching Cha, Lung Jeng Cha. Dabei bezieht sich der Name auf das Anbaugebiet von Longjing in Zhejiang, was wörtlich mit „Drachenbrunnen“ oder „Drachenquelle“ (englisch Dragon Well) übersetzt werden kann. So verwenden heute manche Produzenten noch die veraltete Schreibweise Lung Ching nach dem angelsächsischen Wade-Giles-System. Als Namensbestandteile weisen Tee, Tea und Cha auf den Charakter als Getränkebasis hin.

## Produktion

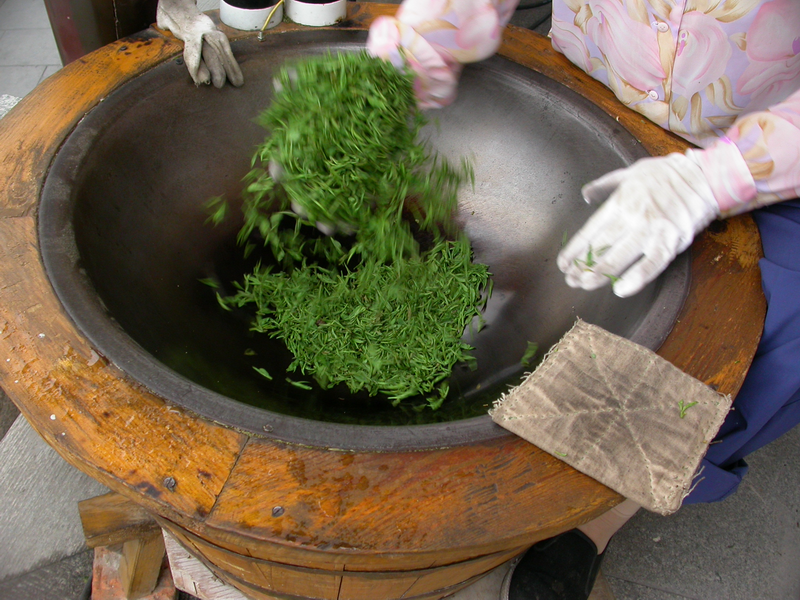
Manuelle Trocknung der Teeblätter

Wie bei den meisten anderen Grüntees werden die Longjingteeblätter direkt nach dem Pflücken geröstet, um die natürlichen Oxidationsprozesse zu verhindern, welche Teil der Herstellung von Schwarz- und Oolong-Tees sind. Wie andere Grüntees (und Weißtees) haben die Longjingteeblätter eine minimale Oxidation. Nach dem Einweichen gibt der Tee eine gelb-grünliche Farbe ab. Die Teeblätter und -knospen enthalten Vitamin C, Aminosäuren und eine der höchsten Konzentrationen an Catechinen bei Tees.

## Qualität
Der Tee kann sehr teuer sein; die Preise hängen von der jeweiligen Qualitätsstufe ab. Longjing wird in sechs Klassen eingeteilt: Hervorragend, Sehr Gut, Gut, Befriedigend, Genügend und Nicht Genügend. Aufgegossene Teeblätter sind ein guter Hinweis auf Qualität, die durch Reife und Gleichmäßigkeit der geernteten Blätter, also vor der Weiterverarbeitung, bestimmt wird. Hochqualitative Longjingtees produzieren zarte, ganze Blätter, die einheitlich erscheinen. Teeblätter geringerer Qualitätsstufen können sich nach dem Aufgießen in ihrer Farbe von bläulich bis tiefgrün unterscheiden. Die Blätter hochqualitativer Longjingtees haben vor dem Aufguss eine sehr dichte, matte und hellgrüne Farbe. Eine Studie von Wang und Ruan (2009) besagt, dass ein Aspekt der niedrig angesehenen Qualität des Longjingtees eine höhere Konzentration an Chlorophyll ist, das eine dunkelgrüne Farbe hervorbringt. Die Studie zeigt, dass freie Aminosäuren und Theanin-Konzentrationen zu einem als gut empfundenen Geschmack beitragen.

## Legenden
Longjingtee wurde in der Qing-Dynastie von Kaiser Kangxi zu Gong Cha, also Kaiserlichem Hoftee erhoben. Laut Legende besuchte der Enkelsohn von Kangxi, Kaiser Qianlong, während einer seiner Inspektionsreisen das Gebiet um den Westsee. Er ging zum Hu Gong Tempel unter dem Löwengipfelberg (Shifeng Shan, englisch Lion Peak Mountain) wo ihm eine Tasse Longjingtee gereicht wurde. Vor dem Hu Gong Tempel waren 18 Teebüsche. Kaiser Qianlong war so vom Longjingtee, der dort hergestellt wurde, beeindruckt, dass er diesen 18 Teebüschen speziellen kaiserlichen Status verlieh.
Es gibt eine weitere Legende, die Qianlong mit Longjingtee verbindet. Es wird gesagt, dass er während seines Aufenthalts im Tempel die Damen beim Teepflücken beobachtete. Er war so von ihren Bewegungen angetan, dass er sich entschied, es selbst zu probieren. Während des Teepflückens empfing er die Nachricht, dass seine Mutter Chongqing krank war und seine sofortige Rückkehr nach Peking wünschte. Er steckte die gepflückten Blätter in seine Ärmel und machte sich sofort auf den Weg nach Peking. Dort stattete er seiner Mutter sofort einen Besuch ab. Sie bemerkte den Geruch der Blätter, der aus seinen Ärmeln kam und er ließ sie sofort für sie kochen.
Es wird erzählt, dass Longjing, das wörtlich übersetzt „Drachenbrunnen“ heißt, nach einem Brunnen benannt wurde, der relativ trübes Wasser enthält. Nach dem Regen weist das leichtere Regenwasser an der Oberfläche manchmal eine gewundene Abgrenzung zum Brunnenwasser auf, die der Bewegung eines chinesischen Drachens ähneln sollte.
Andere Legenden berichten, dass Wasser vom Dreaming of the Tiger Spring (Hupao Mengquan), einer bekannte Quelle in Hangzhou, verwendet werden soll, um den besten Geschmack von Longjing zu erzielen. Die Wasserqualität dieser Quelle unterscheidet sich jetzt natürlich sehr von der früheren.

## Echter Longjing
Es gibt verschiedene Definitionen von Longjing; eine gebräuchliche Definition ist jedoch, dass echter Longjing zumindest aus der Provinz Zhejiang in China kommen muss. Die konservativste Definition grenzt die Herkunft des besten Tees in verschiedene Dörfer und Plantagen in der Umgebung des Westsees von Hangzhou ein. Er kann auch als irgendein Tee definiert werden, der im Stadtbezirk Xihu angebaut wird. Die überwiegende Mehrheit des Longjingtees auf dem Markt ist jedoch eigentlich nicht aus Hangzhou. Viele dieser unechten Longjingtees werden in Provinzen wie Yunnan, Guizhou, Sichuan und Guangdong hergestellt. Jedoch bieten seriöse Verkäufer manchmal Anti-Fälschungsetiketten an oder sie geben offen zu, dass der Tee nicht aus Zhejiang ist.

## Varianten
- Mingqian Long Jing:[Anm. 5] Der Mingqian oder Vor-Qingming Long Jing (englisch Pre Qingming Long Jing) muss von den ersten Frühlingssprossen bis vor dem Qingming-Fest am 5. April gepflückt werden. Der Produktionszyklus ist mit 10 Tagen sehr kurz. Tee, der nach dieser Zeit gepflückt wird, ist von niedrigerer Qualität. Diese Kategorie des Long Jing zeichnet sich durch das kurze Zeitfenster in der Jahresproduktion unabhängig von der geografische Lage des Produktionsorts aus.[8]
- Xihu Long Jing:[Anm. 6] Der Xi Hu (Westsee) ist der Ort, wo der „Westsee Long Jing“ angebaut wird. Er gilt als einer der bekanntesten Teesorte Chinas (englisch China Famous Tee) und wird in einem definierten Anbaugebiet von 168 Quadratkilometern angebaut. Historisch wurde Xihu-Longjingtee in vier Kategorien unterteilt: Löwe (Shi)[Anm. 7], Drache (Long)[Anm. 8], Wolke (Yun)[Anm. 9] und Tiger (Hu)[Anm. 10]. Da der Unterschied zwischen den Kategorien über die Jahre undeutlich wurde, wurde diese Kategorisierung nun zu Shifeng-Longjing, Meiwu-Longjing geändert, die übrigen sind zusammengefasst als Xihu-Longjing bekannt.
  - Shifeng Long Jing:[Anm. 11] Kategorie Löwe (Shi) – Auch Lion Long Jing genannt. Das ist die beste Art unter allen Xihu-Longjingsorten. Ursprünglich wurde er vom geschützten Farm des Xihu-Longjing zweiten Grades hergestellt. Eine Sorte des Xihu-Longjings vom Produktionsgebiet Shifeng Shan. Er schmeckt frisch, sein Duft ist scharf und langanhaltend. Seine Blätter haben eine gelb-grünliche Farbe.
  - Shiwu Sishan Long Jing:[Anm. 12] Kategorie Drache (Long) – Diese Sorte ist qualitativ genau so hochwertig und daher vergleichbar mit dem Lion Long Jing.
  - Meiwu Long Jing:[Anm. 13] Kategorie Wolke (Yun) – Auch Meijiawu Long Jing genannt. Eine Sorte des Xihu-Longjings aus der Region des Dorfs Mejiawu[Anm. 14]. Dieser Tee ist berühmt für seine jadegrüne Farbe.
  - Hupao Long Jing:[Anm. 15] Kategorie Tiger (Hu) – Auch Tiger Spring Long Jing genannt. Er wurde nach der besten Wasserquelle (Tigersprungquelle, englisch Dreaming of the Tiger Spring)[Anm. 16] in den Tiyun-Bergen benannt. Dieser Sorte des Xihu-Longjings ist für mehrmalige Aufgüsse geeignet.

- Qiantang Long Jing:[Anm. 17] Dieser Tee kommt von außerhalb des Bezirks Xihu. Meist sind es aus dem Anbaugebiet Qiantang bei Hangzhou bzw. Yuezhou[Anm. 18] bei Shaoxing.

- Bai Long Jing:[Anm. 19] Kein echter Long Jing, aber sieht gleich aus und wird oft mit dem Echten verwechselt. Er ist eigentlich ein Bai Pian (Baipian). Er kommt aus Anji in der Provinz Zhejiang. Er wurde in den frühen 1980er Jahren gezüchtet und ist ein Grüntee aus einer Art von Weißteebüschen und ist daher sehr ungewöhnlich; er soll mehr Aminosäuren als gewöhnlicher Grüntee beinhalten.

## Bilder

Longjingtee – „Drachenbrunnentee“
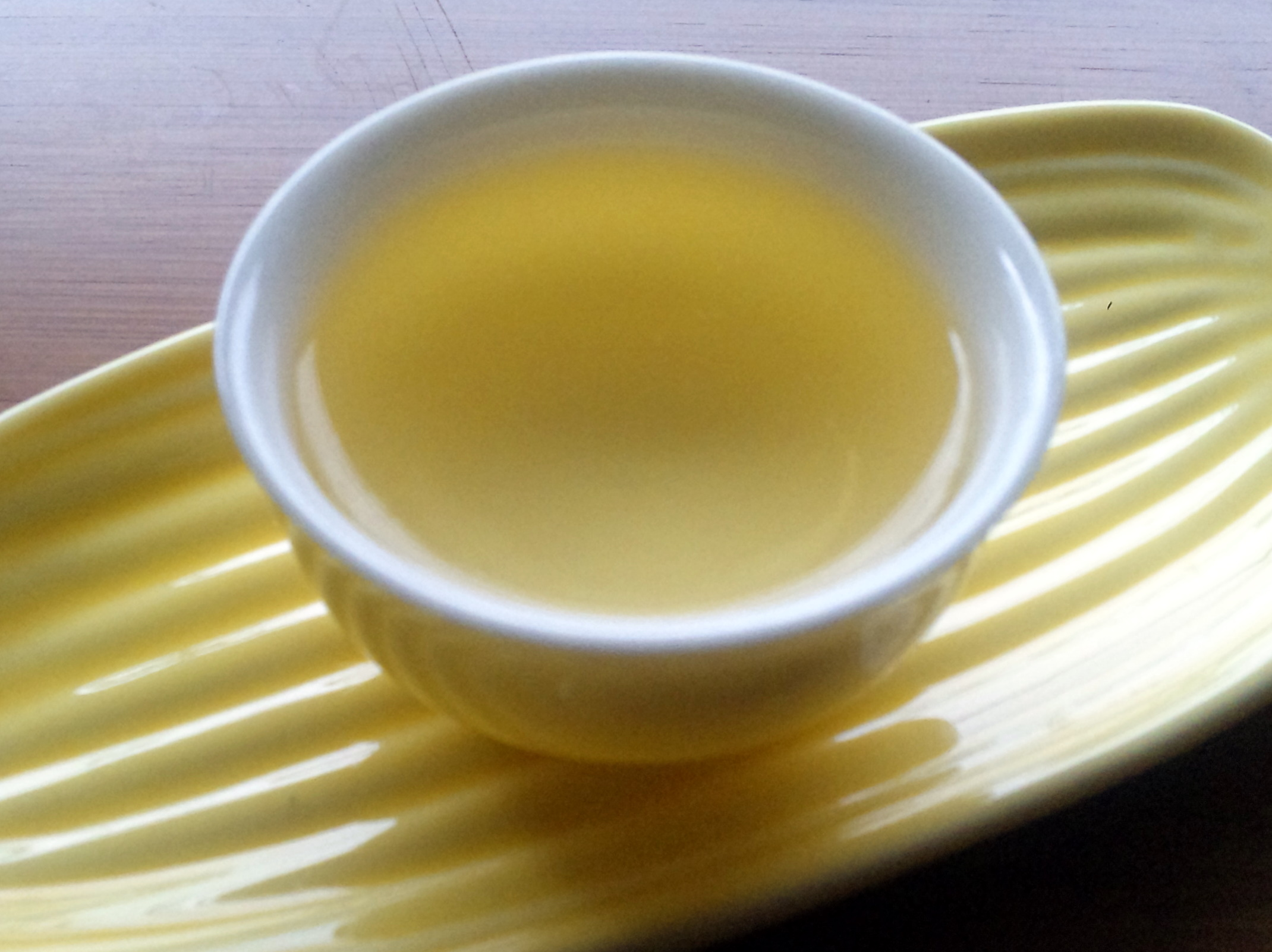
Xihu Longjing – „Westsee-Longjing“, 2011
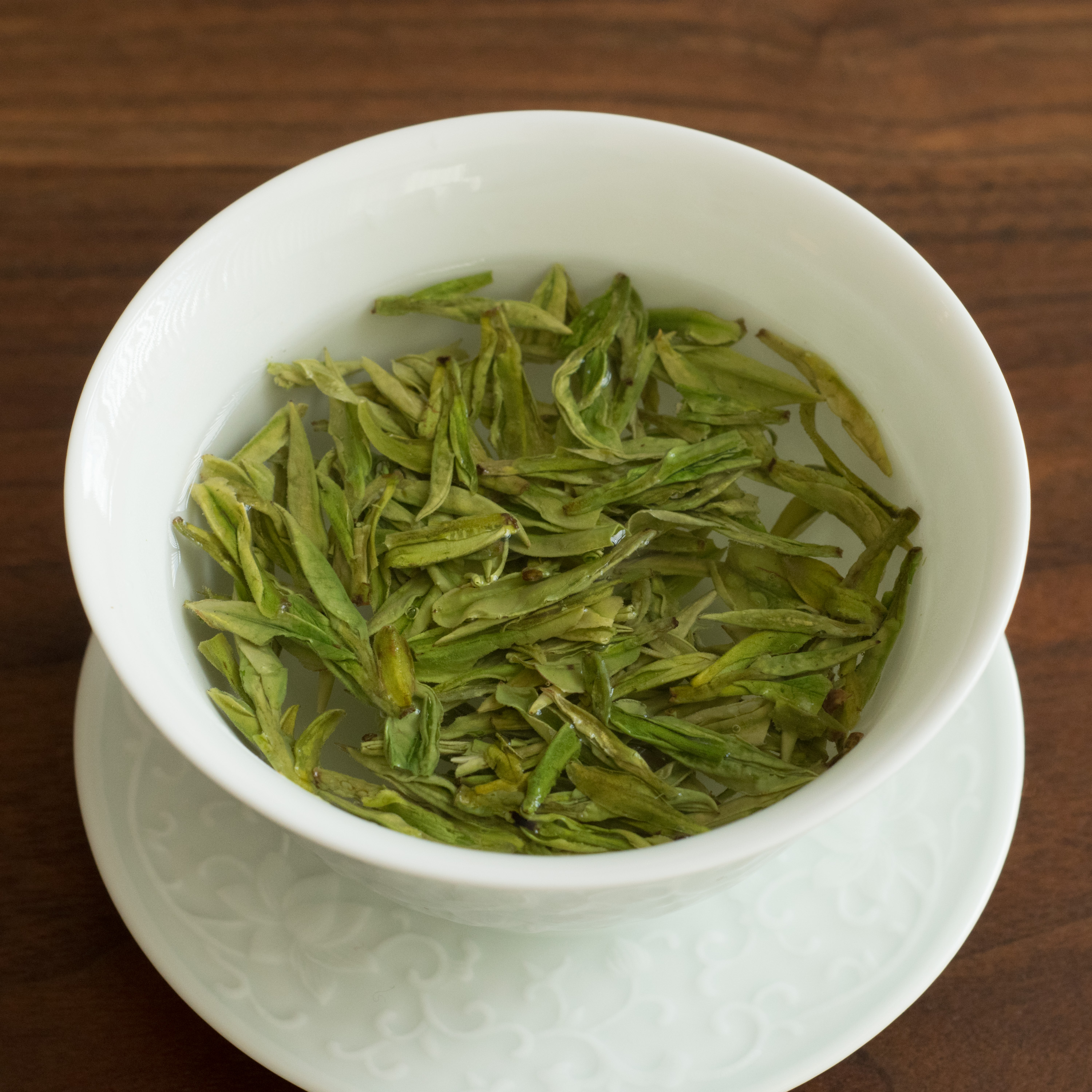
Vor-Qingming Longjing beim Aufguss, 2017
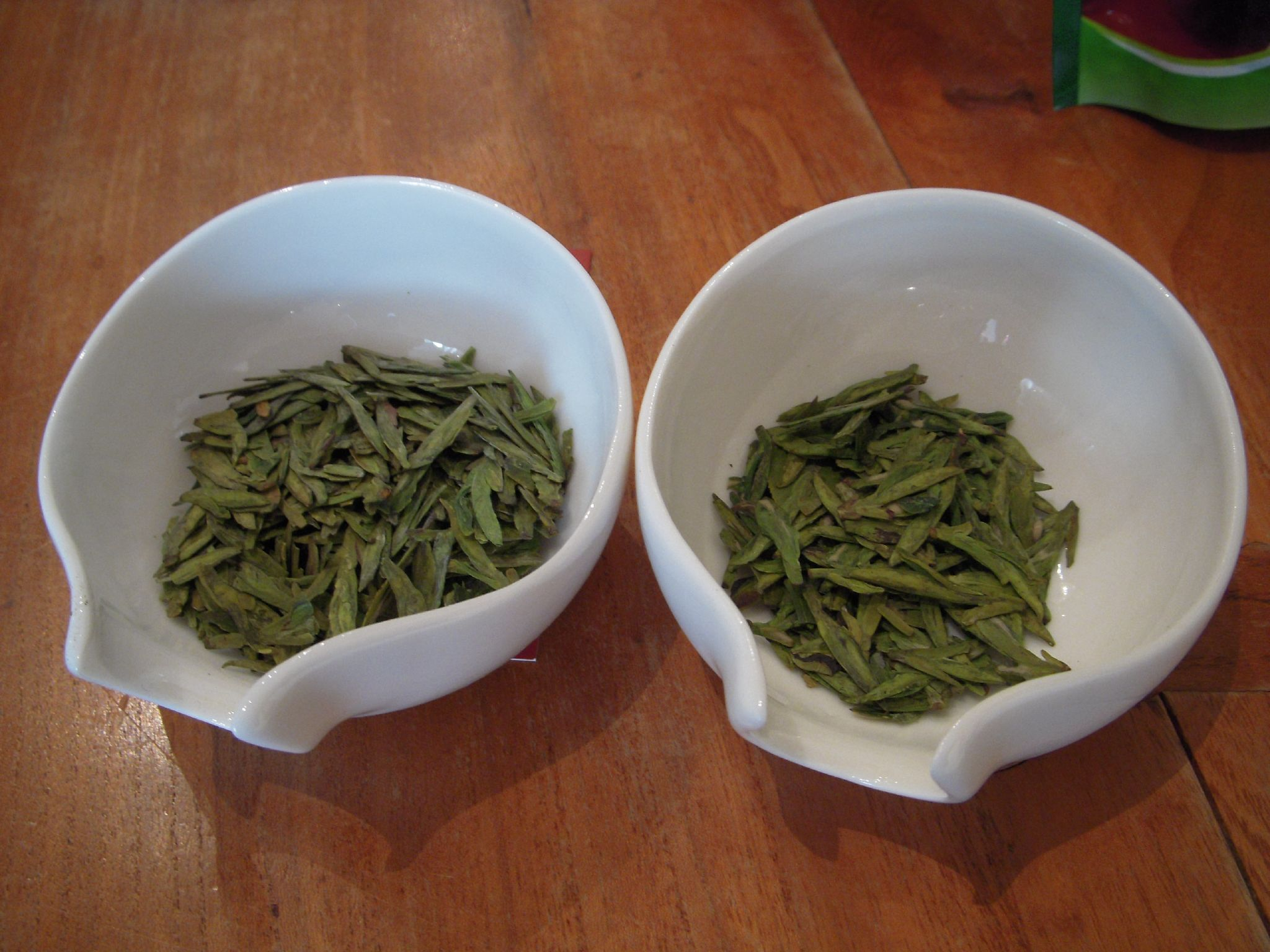
Verschiedene Vor-Qingming Longjing, 2008
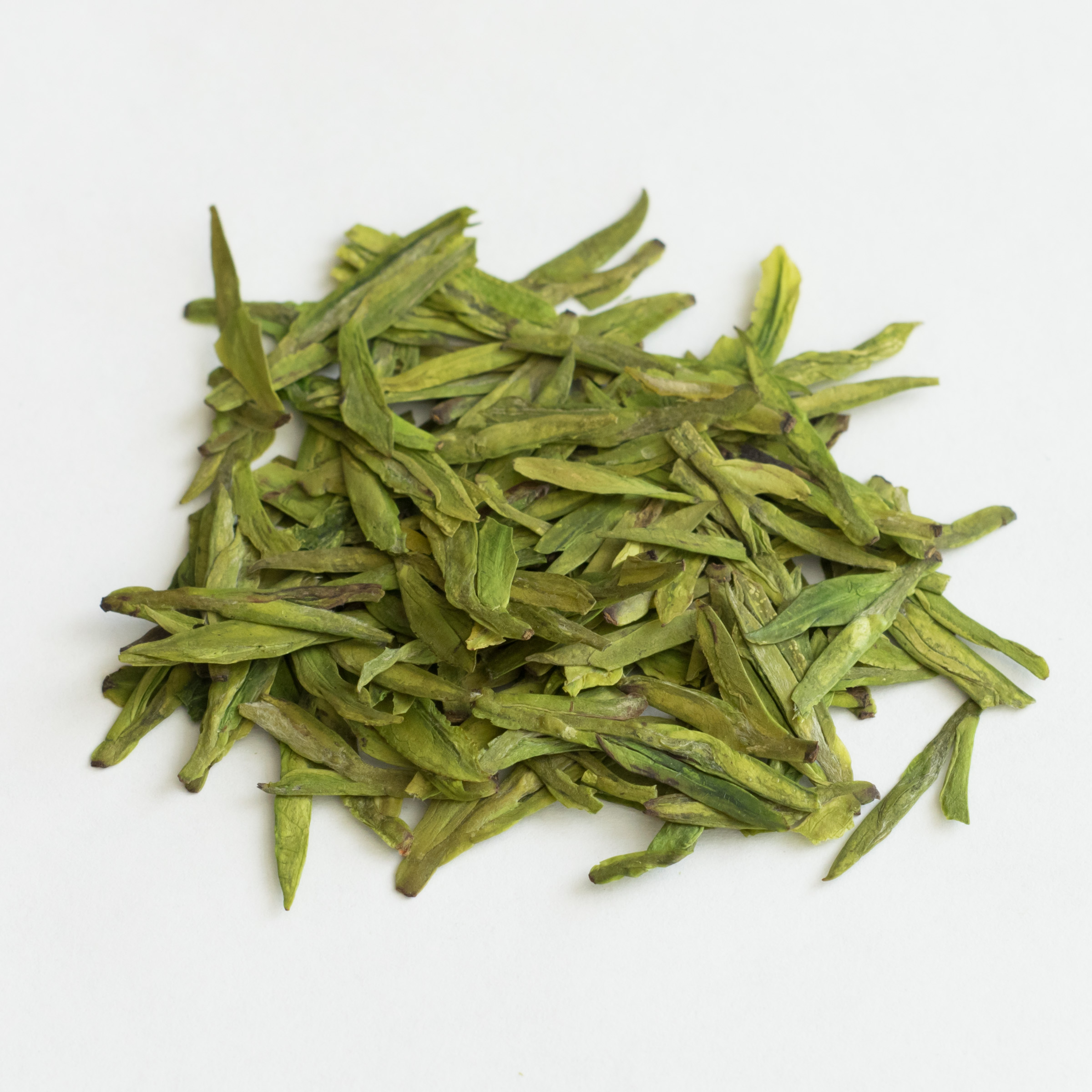
Mingqian Longjing – „Vor-Qingming Longjing“, 2017
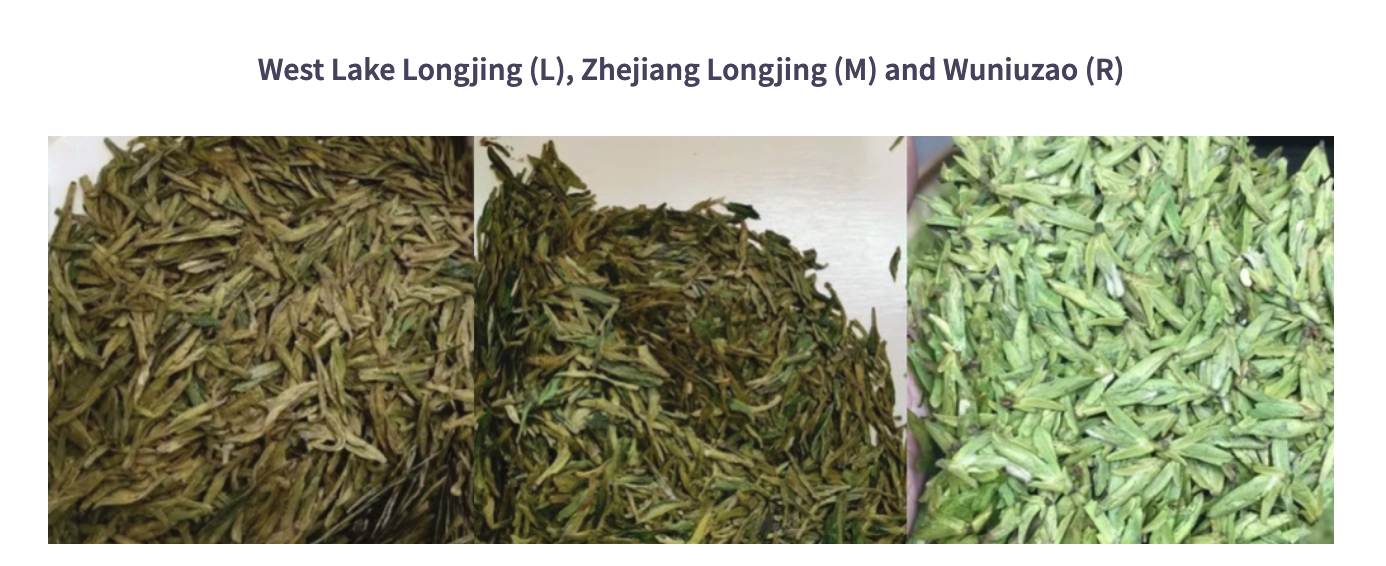
Verschiedene Longjingsorten – Xihu- (l.), Zhejiang- (m.) und Wuniuzao-Longjing (r.), 2019
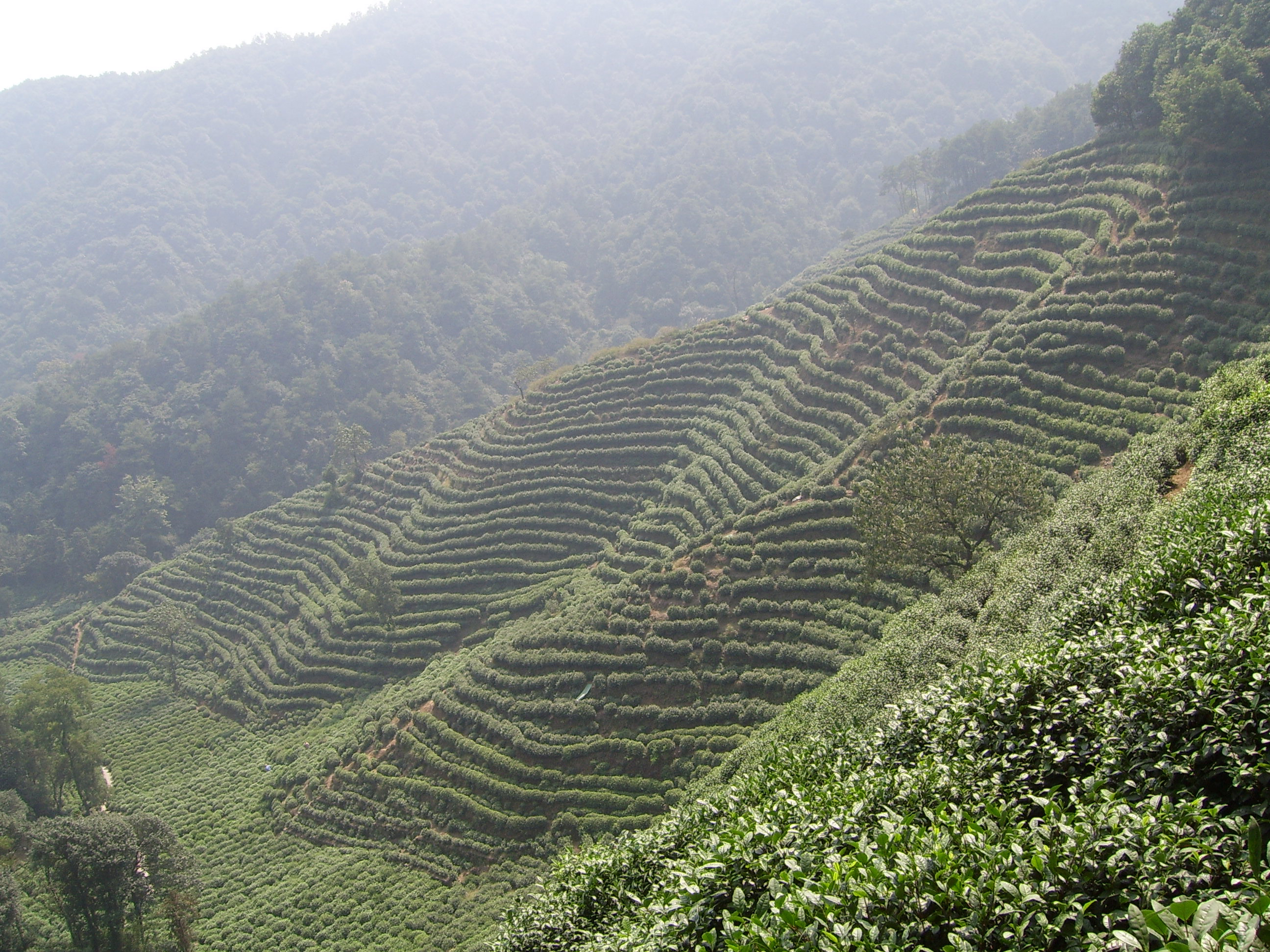
Teeplantage in Hangzhou, 2005
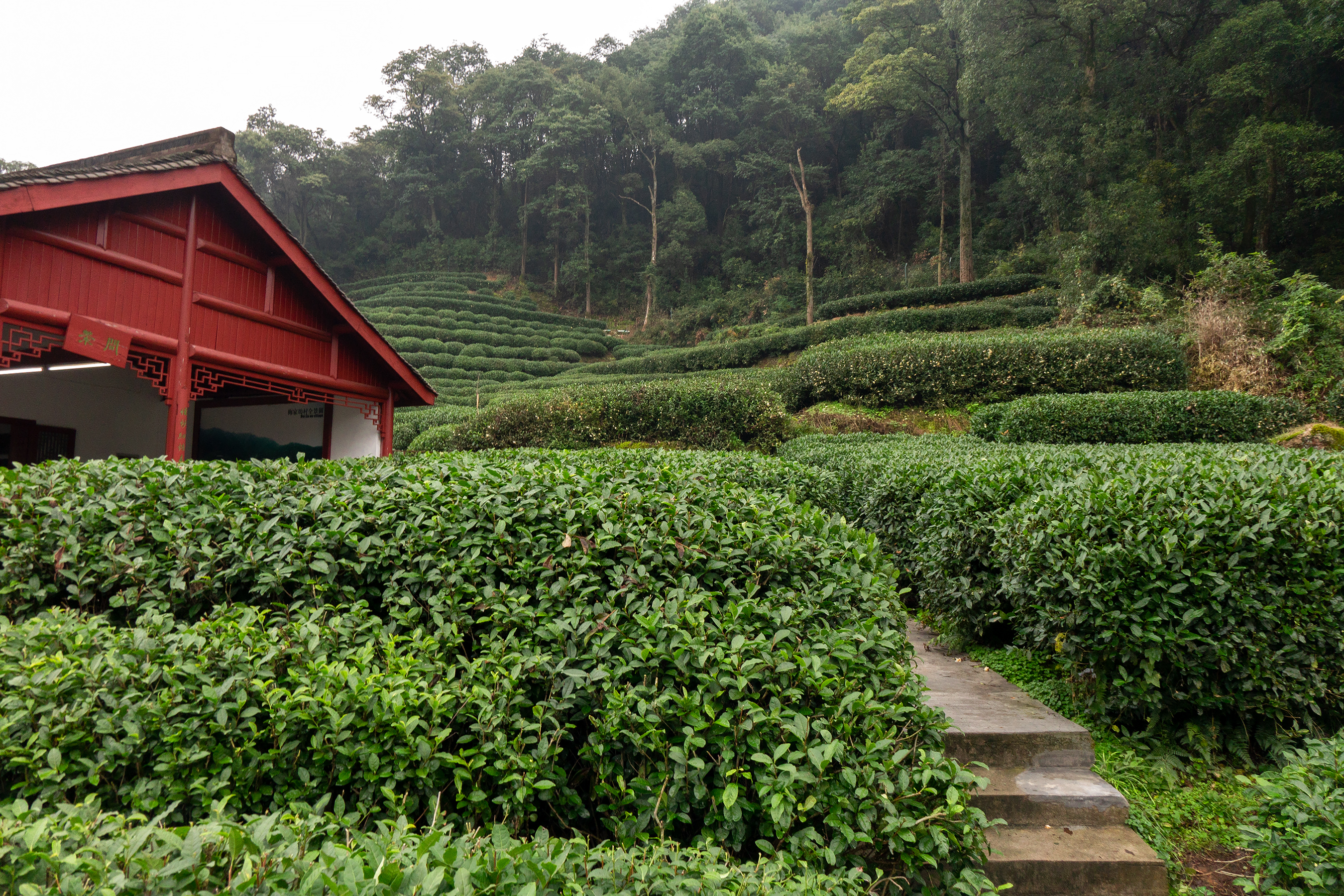
Longjingteefelder in Meijiawu, 2018
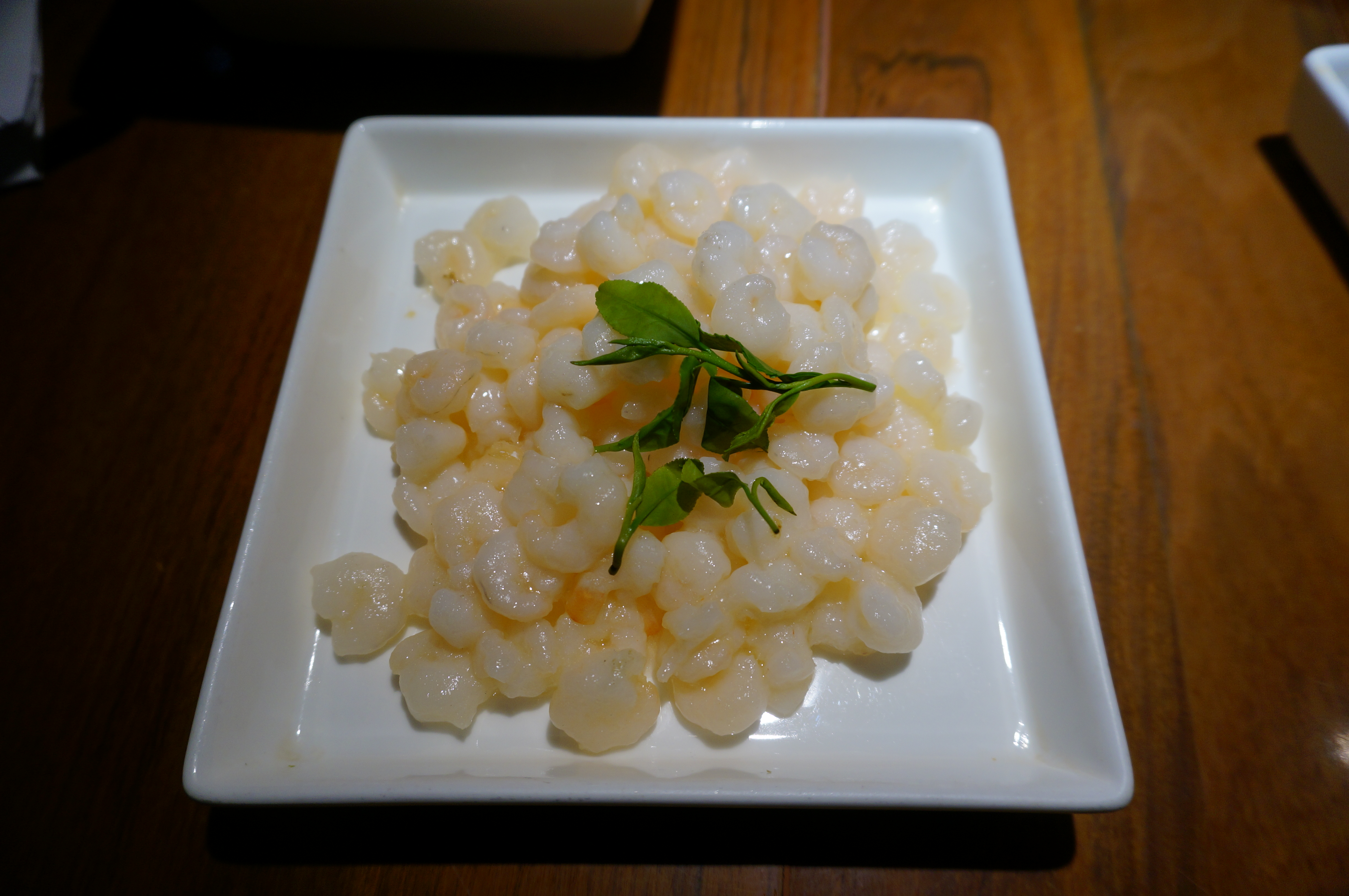
Gericht Longjing Xiaren – „Garnelen nach Longjing-Art“, 2015

## Diverse
Bei dem bekannten Gericht der lokalen Hangzhouer-Küche (Zhejiang- bzw. Jiangsu-Küche), „Garnelen nach Longjing-Art“ (龙井虾仁) aus örtlichem Flussgarnelenfleisch, werden als namensgebende Zutat Longjingteeblätter als Küchengewürz verwendet.

## Anmerkung
1. ↑  Zehn bekanntesten Teesorten Chinas, (chinesisch 中國十大名茶 / 中國十大名茶, Pinyin Zhōngguó shí dà míngchá, kurz 中國名茶 / 中国名茶,  Zhōngguó míngchá, englisch China’s Famous Tee)
2. ↑  Longjingtee (chinesisch 龍井茶 / 龙井茶, Pinyin Lóngjǐng chá, IPA (hochchinesisch) [lʊ̌ŋ.tɕìŋ.ʈʂʰǎ], W.-G. Lung ching ch’a, Jyutping Lung4zeng2caa4, Yale Lung jeng cha, englisch dragon well tea – „Drachen-Brunnen-Tee“)
3. ↑  Der „Hoftee“ oder Gong cha (auch Gongcha 貢茶 / 贡茶,  gòngchá – „Tribut-Tee“) ist eine historische jährliche steuerliche Abgabe an den chinesischen Kaiserhof.
4. ↑  Shifeng Shan, (獅峰山 / 狮峰山,  Shīfēng Shān, englisch Lion Peak Mountain – „Löwengifelberg“)
5. ↑  Mingqian Long Jing, (明前龍井 / 明前龙井,  Míngqián Lóngjǐng, englisch Pre Qingming Long Jing – „Vor-Qingming-Longjing“)
6. ↑  Xihu Long Jing, (西湖龍井 / 西湖龙井,  Xīhú Lóngjǐng, englisch West Lake Long Jing – „Westsee-Longjing“)
7. ↑  Shi, (獅 / 狮,  shī – „Löwe“)
8. ↑  Long, (龍 / 龙,  lóng – „Drachen“)
9. ↑  Yun, (雲 / 云,  yún – „Wolke“)
10. ↑  Hu, (虎,  hū – „Tiger“)
11. ↑  Shifeng Long Jing, (獅峰龍井 / 狮峰龙井,  Shīfēng Lóngjǐng, englisch Lion Peak Longjing, Lion Long Jing – „Löwengifel-Longjing, Löwen-Longjing“)
12. ↑  Shiwu Sishan Long Jing, (石屋四山龍井 / 石屋四山龙井,  Shíwū Sìshān Lóngjǐng – „Longjing vom Shiwu-Vier-Berge“)
13. ↑  Meiwu Long Jing (梅塢龍井 / 梅坞龙井,  Méiwù Lóngjǐng), auch Meijiawu Long Jing, (梅家塢龍井 / 梅家坞龙井,  Méijiāwù Lóngjǐng)
14. ↑  Dorf Meijiawu, (梅家塢村 / 梅家坞村,  Méijiāwù cūn) im Hangzhouer Stadtbezirk Xihu
15. ↑  Hupao Long Jing, (虎跑龍井 / 虎跑龙井,  Hūpǎo Lóngjǐng, englisch Tiger Spring Long Jing – „Tingersprung-Longjing“)
16. ↑  Hupao Mengquan (虎跑夢泉 / 虎跑梦泉,  Hūpǎo mèngquán, englisch Dreaming of the Tiger Spring – „Tingersprungquelle“), auch Hupaoquan, (虎跑泉,  Hūpǎoquán, englisch Tiger Spring – „Tigerquelle“)
17. ↑  Qiantang Long Jing, (錢塘龍井 / 钱塘龙井,  Qiántáng Lóngjǐng), Bezeichnung stammt vom Ort Qiantang (錢塘 / 钱塘,  Qiántáng) bei Hangzhou
18. ↑  Yuezhou, (越州,  Yuèzhōu), eine historische Präfektur in der Sui- (581–618) bis zur Südliche Song-Zeit (1126–1279); heute befindet sich das Zentrum der ehemaligen Präfektur im Gebiet der Stadt Shaoxing
19. ↑  Bai Long Jing, (白龍井 / 白龙井,  Báilóngjǐng – „Weißer Longjing“)
20. ↑  „Garnelen nach Longjing-Art“ (龍井蝦仁 / 龙井虾仁,  lóngjǐng xiārén – „Longjing-Garnelenfleisch“)